# کلیف برتون
کلیفورد لی برتون (انگلیسی: Clifford Lee Burton؛ ۱۰ فوریهٔ ۱۹۶۲ – ۲۷ سپتامبر ۱۹۸۶) موسیقی‌دان آمریکایی بود که از سال ۱۹۸۲ تا زمان مرگش به‌عنوان بیسیست گروه هوی متال متالیکا فعالیت کرد.
فعالیت‌های اولیهٔ برتون شامل اجرا در گروه‌هایی مانند ای‌زی-استریت و همکاری مکرر با گیتاریست جیم مارتین است. جیمز هتفیلد و لارس اولریک حین اجرای برنامه در لس آنجلس او را کشف کردند و از او خواستند که جایگزین نوازنده بیس ران مکگاونی در متالیکا شود. پس از انتشار دو آلبوم نخست همه‌شان را بکش (۱۹۸۳) و سوار بر آذرخش (۱۹۸۴)، برتون و متالیکا با عروسک‌گردان (۱۹۸۶) به موفقیت جهانی خود دست یافتند. از این آلبوم به‌عنوان بهترین کار گروه و یکی از بهترین آلبوم‌های متال نام برده می‌شود.
او در سال ۱۹۸۶، زمانی‌که به همراه گروه مشغول اجرای تور کنسرت در سوئد بودند، در سانحهٔ واژگونی اتوبوس حامل اعضای متالیکا درگذشت. برتون در سال ۲۰۰۹ به‌همراه دیگر اعضای متالیکا به عنوان پذیرفته‌شدگان جدید تالار مشاهیر راک اند رول معرفی شدند. نام او در فهرست نشریهٔ رولینگ استون از ۵۰ نوازنده بیس بزرگ در تاریخ قرار دارد.

## زندگی
کلیف برتون قبل از آن‌که در سال ۱۹۸۲ به متالیکا بپیوندد سابقهٔ نوازندگی در گروه ای‌زی-استریت (به انگلیسی: EZ-Street) را داشت. او به همراه جیم مارتین (لید گیتار) و مایک باردین (درامز) دوستان دبیرستانی بودند که در سال ۱۹۷۹ ای‌زی-استریت را بنیان گذاشتند. گروه در سال ۱۹۸۲ از هم پاشید و برتون به گروه پاور متال تراوما پیوست. در پاییز ۱۹۸۲ هتفیلد و اولریک که برای دیدن اجرای گروه تراوما به نایت کلاب ویسکی ا گو گو لس‌آنجلس رفته‌بودند با دیدن نوازندگی کلیف برتن در آن گروه به او پیشنهاد دادند تا به‌عنوان باسیست جدید متالیکا جایگزین ران مک‌گاونی-که از عملکردش ناراضی بودند-شود. برتون در آن زمان پیشنهاد آن‌ها را نپذیرفت اما در پایان همان سال به آن‌ها اعلام کرد درصورتی که گروه در سان‌فرانسیسکو فعالیت‌اش را ادامه دهد به آن‌ها خواهد پیوست. آن‌ها که در واقع چیزی برای از دست دادن نداشتند با پیشنهاد برتن موافقت کردند و به سان‌فرانسیسکو نقل مکان کردند.

## مرگ
بعد از اجراهای مختلف گروه به نیویورک رفت تا آلبوم همه‌شان را بکش را با مشارکت مگافرس رکوردز ضبط کنند. پس از آن گروه برای اجرای تورهای مختلف به خانه برگشتند و برای تهیه آلبوم سوار بر آذرخش (۱۹۸۴) به تهیه‌کنندگی الکترا رکوردز آماده شدند. پس از انتشار آلبوم دوم آزی آزبورن به آنها پیشنهاد داد تا در تور سراسری Ultimate Sin با او همراه باشند. این نقطه عطف بزرگی برای گروه بود چون آنها با شرکت در این تور با طیف وسیع‌تری از بینندگان مواجه شدند.

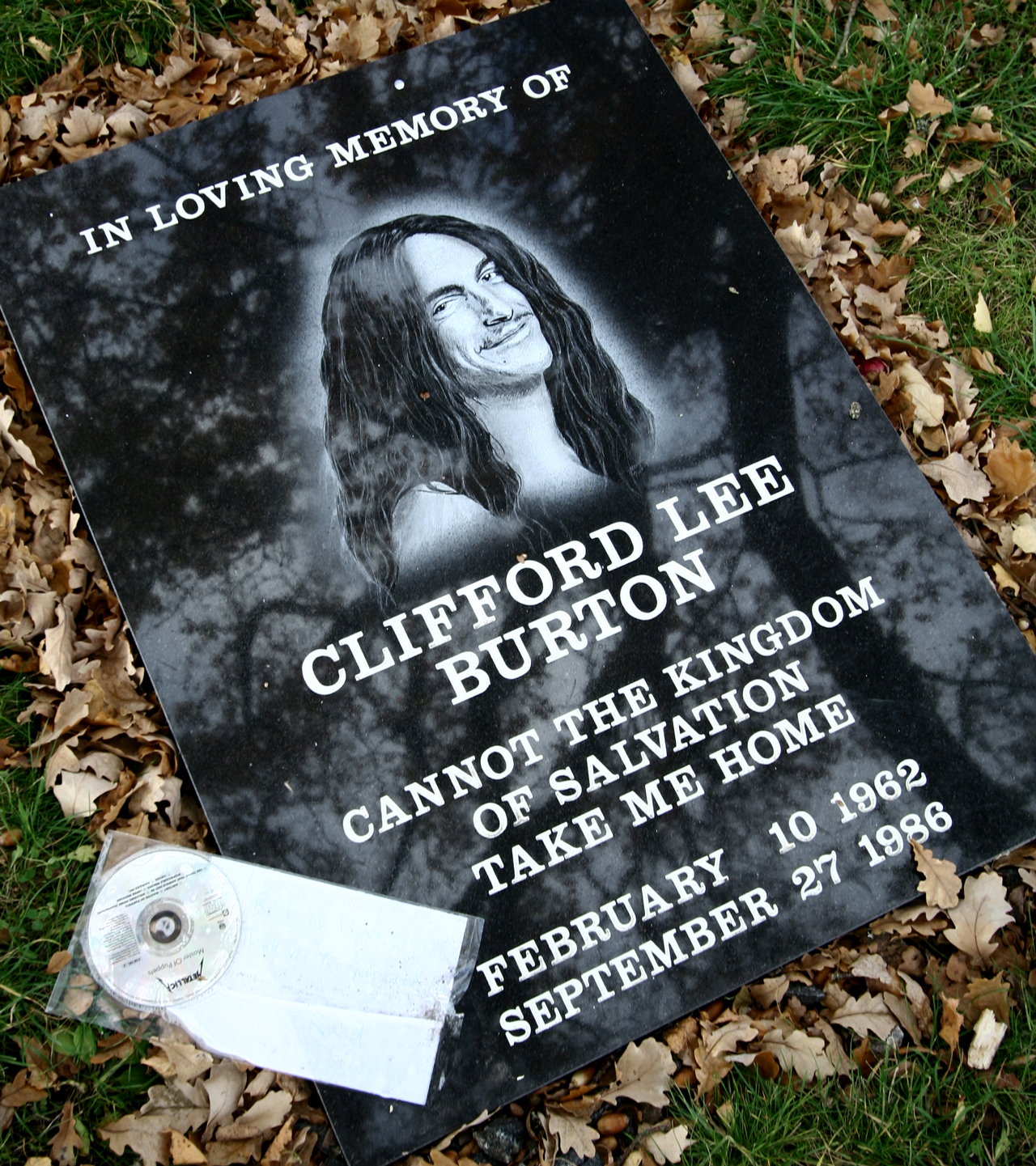
سنگ یادبود برتون که در نزدیکی محل حادثه نصب شده است. (در کنار سی‌دی عروسک‌گردان)

پس از انتشار آلبوم عروسک‌گردان در سال ۱۹۸۶ گروه برای برگزاری تور آن آلبوم راهی اروپا شدند. آخرین اجرای کلیف با گروه در تاریخ ۲۶ سپتامبر سال ۱۹۸۶ در استکهلم سوئد بود. متالیکا از اجرای کنسرت در سوئد بسیار راضی بودند و معتقد بودند که انرژی خوبی از طرفدارانشان دریافت می‌کنند. بعد از پایان کنسرت در همان شب گروه با اتوبوس اختصاصی خود برای اجرای کنسرت در شب بعد عازم کپنهاگ دانمارک شدند. ساعت ۳ نیمه شب بود که ناگهان اتوبوس روی یخ‌های جاده‌ای کوهستانی بین استکهلم و کپنهاگ شروع به لغزیدن کرد. اتوبوس حدود ۲۰ ثانیه بر روی یخها لغزید و در یک پیچ شدید کلیف از اتوبوس به بیرون پرتاب شد، اتوبوس بر روی او برگشت و او را از بین برد.
باقی‌مانده گروه به هتلی در کپنهاگ در جایی که انترکس اقامت داشت و قرار بود با هم تور داشته باشند منتقل شدند. لارس اولریک از ناحیه پا مجروح شده بود و جیمز هتفیلد و کرک همت نیز جراحات ناچیزی برداشته بودند. در همان شب بعد از آنکه لارس و کرک به خواب رفتند جیمز به کسانی که در آنجا حضور داشتند گفت که دیگر ادامه نخواهد داد چون بهترین دوستش را از دست داده است.
به عنوان احترام به کلیف برتون، گروه کلکسیونی از تکنوازی‌های او و فیلم‌های باقی‌مانده از زندگی ۳ ساله او با گروه را به صورت یک نوار ویدئویی منتشر کردند. آهنگ «To Live Is To Die» آهنگ دیگر گروه بود که کلیف آن را نوشته بود که بعدها در آلبوم و عدالت برای همه گنجانده شد.
با وجود این‌که آلبوم‌هایی که متالیکا پس از مرگ کلیف برتون منتشر کردند با موفقیت تجاری بیشتری همراه شدند، ۳ آلبومی که برتون در آن‌ها مشارکت داشت جزو بهترین‌های متالیکا باقی‌ماندند.

## دیسکوگرافی

### با متالیکا
- همه‌شان را بکش (۱۹۸۳)
- سوار بر آذرخش (۱۹۸۴)
- عروسک‌گردان (۱۹۸۶)
- ... و عدالت برای همه (۱۹۸۸) (پس از مرگ نامش در میان نویسندگان قطعهٔ "To Live Is to Die" آمد)